# حقيبة الأطفال
أصدرت قوات الدفاع المدني السنغافورية SCDF حقيبة للأطفال بمثابة طقم سلامة لهم، صُممت لمعاونتهم في حالات الطوارئ.
تحتوي الحقيبة على صفارة لجذب الانتباه، وسوار مكتوب عليه اسم الطفل وعنوانه ورقم هاتفه للمساعدة في التعرف على هويته في حالة فقدانه، كما تشتمل الحقيبة على قبعة لونها أحمر فاتح لكي يرتديها الأطفال وتساعد على تمييزهم بين الحشد، ويوجد بها أيضًا دمية على شكل دب لتهدئة الأطفال في أثناء الأوقات العصيبة. وأسفرت قوات الدفاع المدني السنغافورية SCDF أن حقيبة الأطفال في 28 أغسطس 2005 استخدمت خلال تدريب الطوارئ في كامبونج يوبي،  كما صممت قوات الدفاع المدني السنغافورية SCDF سابقًا حقيبة تجهيزات مشابهة مفصلة للبالغين.